# Frutos de Segovia
San Frutos (Segovia, 642 – Carrascal del Río, 715), también llamado San Frutos pajarero, fue un eremita hispano del último periodo visigodo, hermano de santa Engracia y san Valentín. San Frutos es el Patrón de la Diócesis de Segovia.

## Biografía

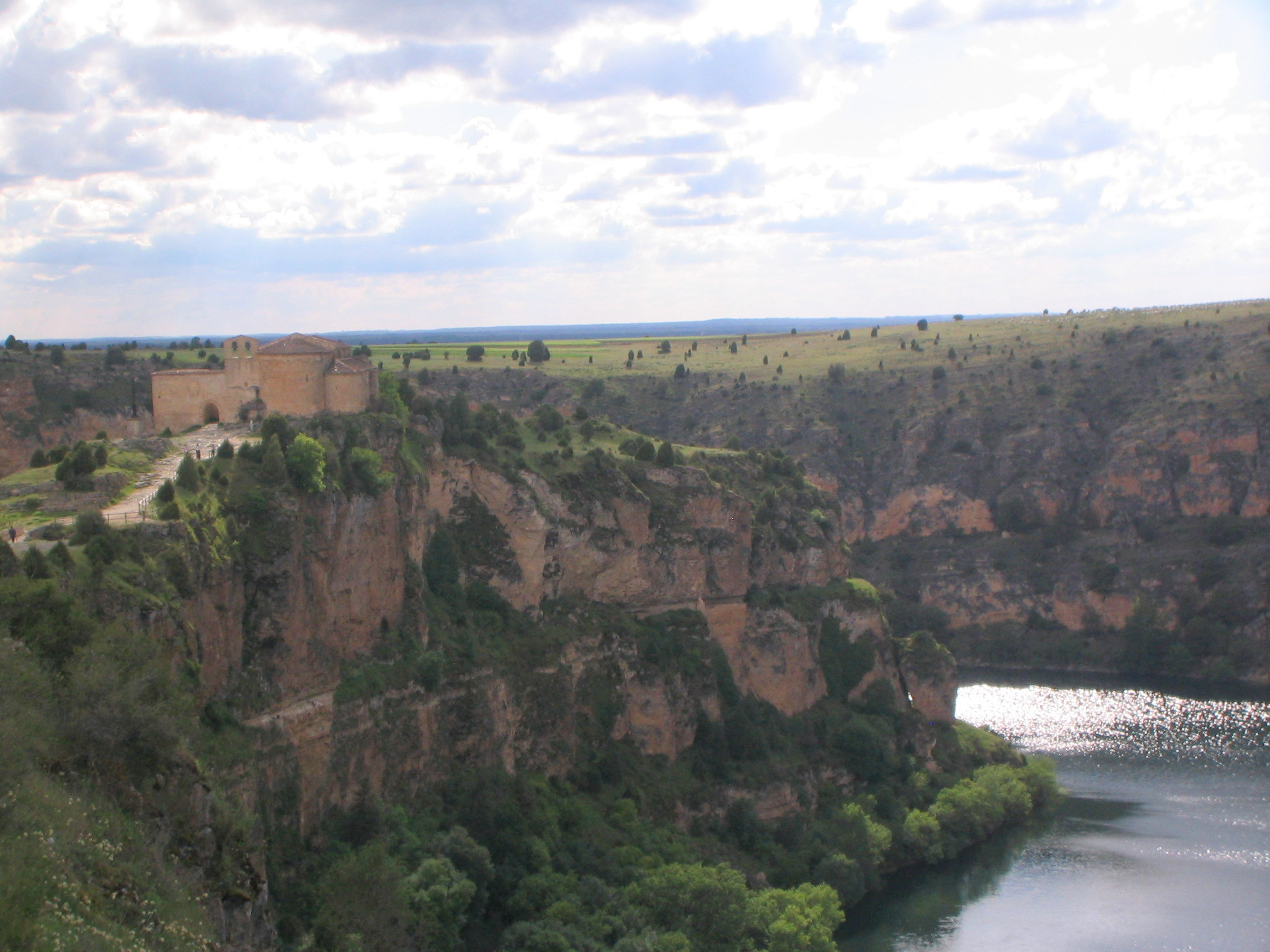
Ermita de san Frutos en las Hoces del río Duratón.

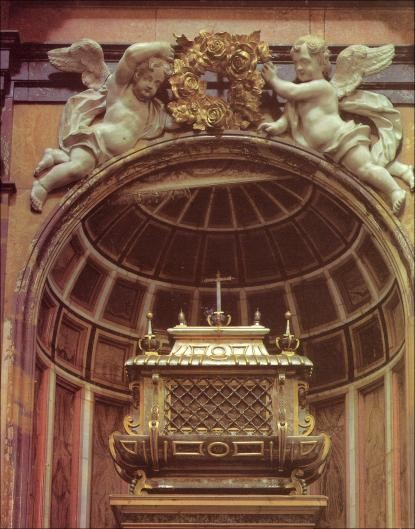
Urna que custodia las reliquias de san Frutos y sus hermanos en la catedral de Segovia.

La tradición cuenta que nació en Segovia en el año 642, en el seno de una importante familia acomodada que la leyenda hace descendiente de patricios romanos de enraizadas creencias religiosas.
Tras la prematura muerte de sus padres de origen patricio hubo de tomar la decisión repartir los cuantiosos bienes familiares entre los necesitados y alejarse de la ciudad en busca de soledad. Sus hermanos menores Valentín y Engracia le secundan en la idea y lo acompañan, eligiendo para su retiro un inhóspito paraje a las orillas del río Duratón, en el actual término municipal de Carrascal del Río. Primero se establecieron en cuevas naturales, y después en ermitas alejadas entre sí buscando satisfacer el deseo de soledad, penitencia y oración.
Falleció en la ermita de San Frutos a los 73 años de edad, y fue enterrado en ella por sus hermanos; ellos se retiraron al municipio de Caballar, donde continuaron su vida solitaria en la ermita de san Zoilo hasta morir decapitados a manos de los sarracenos.
Los restos mortales de san Frutos fueron trasladados junto con los de sus dos hermanos en el siglo XI a la antigua catedral de Segovia, por orden del Obispo de Segovia Pedro de Agén, y con el tiempo desaparecieron por el templo hasta que Juan Arias Dávila (1436-1497), durante su gobierno de la diócesis como obispo de Segovia, ordenó su búsqueda teniendo en cuenta la tradición que aseguraba estaban enterrados en alguna parte del templo.  Actualmente sus restos, se encuentran en el trascoro de la catedral de Segovia, en una urna. Los restos de san Valentín y santa Engracia, se siguen venerando como reliquias, y se encuentran en la localidad de Caballar, donde se celebra la festividad de "Las Mojadas".
Su festividad se celebra el 25 de Octubre. Los actos transcurren en el interior de la catedral de Segovia, en el trascoro donde se encuentran sus restos  y allí se interpreta el solemne Villancico en honor a san Frutos, a las 12 del mediodía, compuesto por Antonio Hidalgo en el año 1874, 

LETRA DEL VILLANCICO DE SAN FRUTOS.
Al siervo bueno y fiel,
que rogando sin cesar, 
consigue bienes eternos,
de la infinita Bondad.
Al que es gloria de esta Iglesia,
Patrono de esta Ciudad,
común padre de la patria,
y socorro universal.
Bendigan todos y alaben,
su virtud angelical.
Los prodigios y milagros,
que ejecutó,
liberal,
en favor de sus devotos,
quién los podrá numerar.
El más Alto sacramento,
le presenta a un animal,
que postrado reconoce,
ser bocado celestial.

## Milagros atribuidos

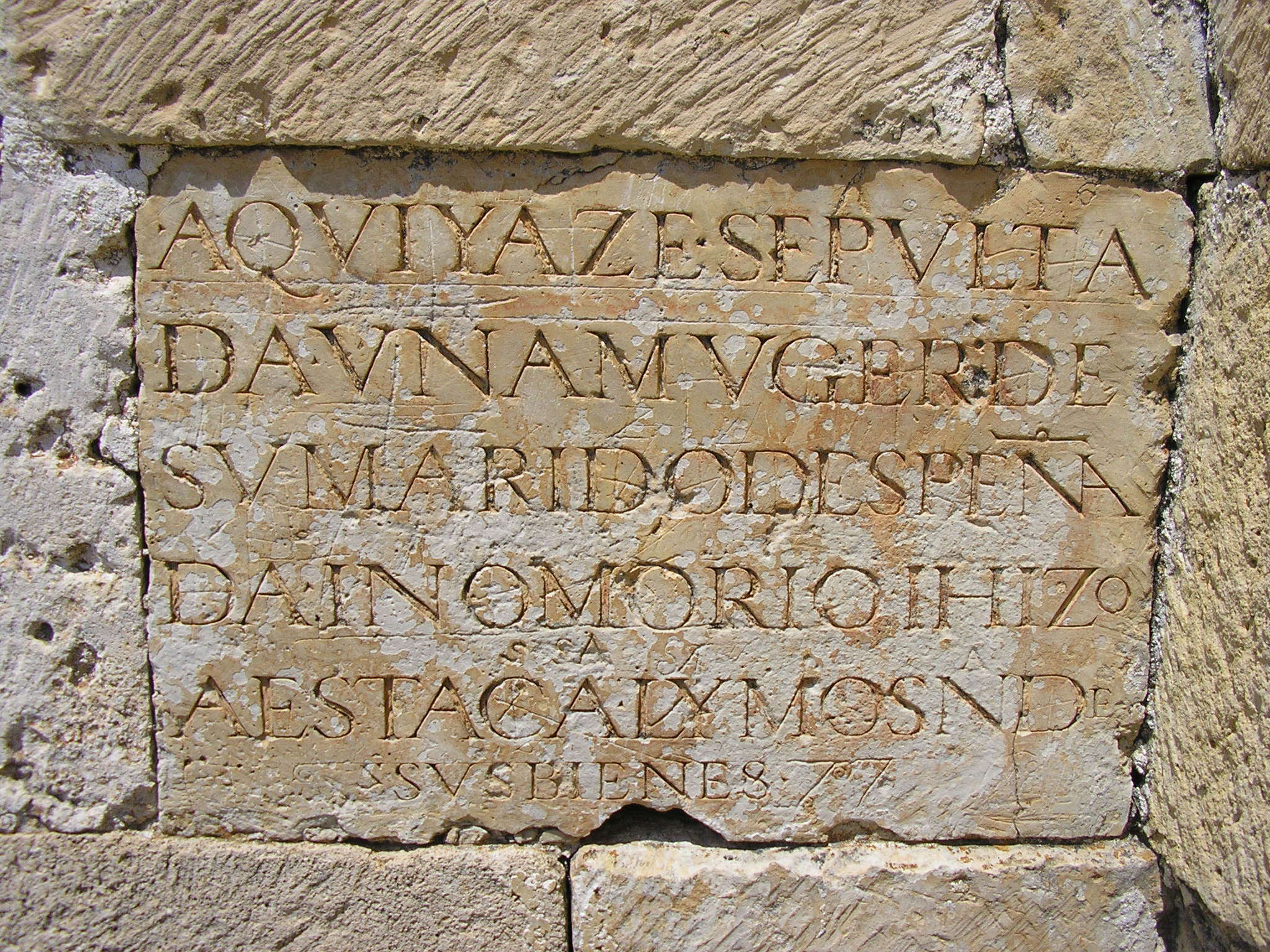
Inscripción que recuerda el hipotético milagro atribuido al santo en el año 1225.

Se le atribuyen cuatro milagros, uno de ellos hipotéticamente realizado una vez muerto, que la tradición relata de la siguiente manera:
1. Una de las campañas musulmanas llegó hasta las Hoces del Duratón, y las poblaciones cercanas utilizaron los salientes de las rocas para refugiarse. Al llegar los sarracenos al lugar, y siguiendo la tradición el santo, hizo antes que llegasen una raya en el suelo mandándoles que no pasasen de allí: porque les quería mostrar por bastantes razones , la  gran ceguera y el error de la ley en que vivían. Y al punto que hizo la raya con el báculo que llevaba, se abrió la tierra, y se hendió la peña, y se hizo tan grande abertura, que no pudieron pasar adelante; mostrando nuestro Señor por este milagro, ser verdad lo que el Santo les predicaba. Ante la situación los moros estupefactos al ver tamaño portento, huyeron, dejando en paz a Frutos y a su compañía. Esta resquebrajadura del terreno se conoce en la actualidad como la cuchillada de san Frutos.
2. En otra ocasión, queriendo edificar un santuario a la Virgen María, pidió a un ganadero le prestara una yunta de bueyes para el transporte de las piedras. Este sólo pudo dejarle un par de fieros toros, que Frutos, milagrosamente, convirtió en dóciles bestias de carga.
3. Siendo anciano obró su último milagro en vida, cuando un musulmán que habitaba en la zona blasfemó y negó la Eucaristía, advirtiendo que la sagrada forma no podía albergar el cuerpo de Cristo, y que cualquier animal se comería la hostia consagrada si se la echasen en la cebada, a lo que el santo respondió no se atreverá ningún animal a llegar a mi Señor Jesucristo, estando debajo el de aquellos accidentes de pan después que es consagrado; antes en viéndolo, lo reverenciará, y le hará acatamiento cuando lo viere, y lo conociere por su Dios y Señor. La tradición cuenta que el santo hizo que un burro se arrodillase ante una hostia consagrada que le habían ocultado entre la comida.
4. Se le atribuye un último milagro, ocurrido en el año 1225, conocido con el sobrenombre de La despeñada. Cuenta la tradición que un marido celoso sospechando que su mujer le era infiel, la engañó y llevó a la romería del santo y la arrojó al vacío en las Hoces del Duratón; ella, implorando la intercesión del santo, consigue que este detenga su caída, salvando la vida. Tras el milagro, donó todos sus bienes al priorato de la ermita de San Frutos, donde se dejó constancia del milagro en un sillar que flanquea la puerta sur del templo, que refleja la siguiente inscripción: AQUI YAZE SEPULTA/DA UNA MUGER DE/SU MARIDO DESPEÑA/DA I NO MORIO I HIZO / A ESTA CASA LYMOSNA DE / SUS BIENES...

## Patronazgo
Es patrón de la Diócesis de Segovia y la Comunidad de Ciudad y Tierra de Segovia, celebrándose su festividad el 25 de octubre con una romería también a la ermita de San Frutos, próxima a Carrascal del Río. Además, es patrón del municipio de Aguilafuente (Segovia) celebrándose su festividad el fin de semana más cercano al 25 de octubre.